# Bolotnja (Wyschhorod)
Bolotnja (ukrainisch Болотня; russisch Болотня) ist ein Dorf in der ukrainischen Oblast Kiew mit etwa 340 Einwohnern (2006).
Das Dorf liegt am Bolotnja, einem 26 km langen Nebenfluss des Teteriw im Rajon Wyschhorod 5 km nördlich vom ehemaligen Rajonzentrum Iwankiw. Die Hauptstadt Kiew liegt 87 km südöstlich von Bolotnja.
Am 12. Juni 2020 wurde das Dorf ein Teil der neugegründeten Siedlungsgemeinde Iwankiw, bis dahin war sie Teil der Siedlungratsgemeinde Iwankiw im Zentrum des Rajons Iwankiw.
Am 17. Juli 2020 kam es im Zuge einer großen Rajonsreform zum Anschluss des Rajonsgebietes an den Rajon Wyschhorod.

## Persönlichkeiten
- Marija Prymatschenko (1909–1997); ukrainische Volkskünstlerin